# Braunschweiger Quadriga

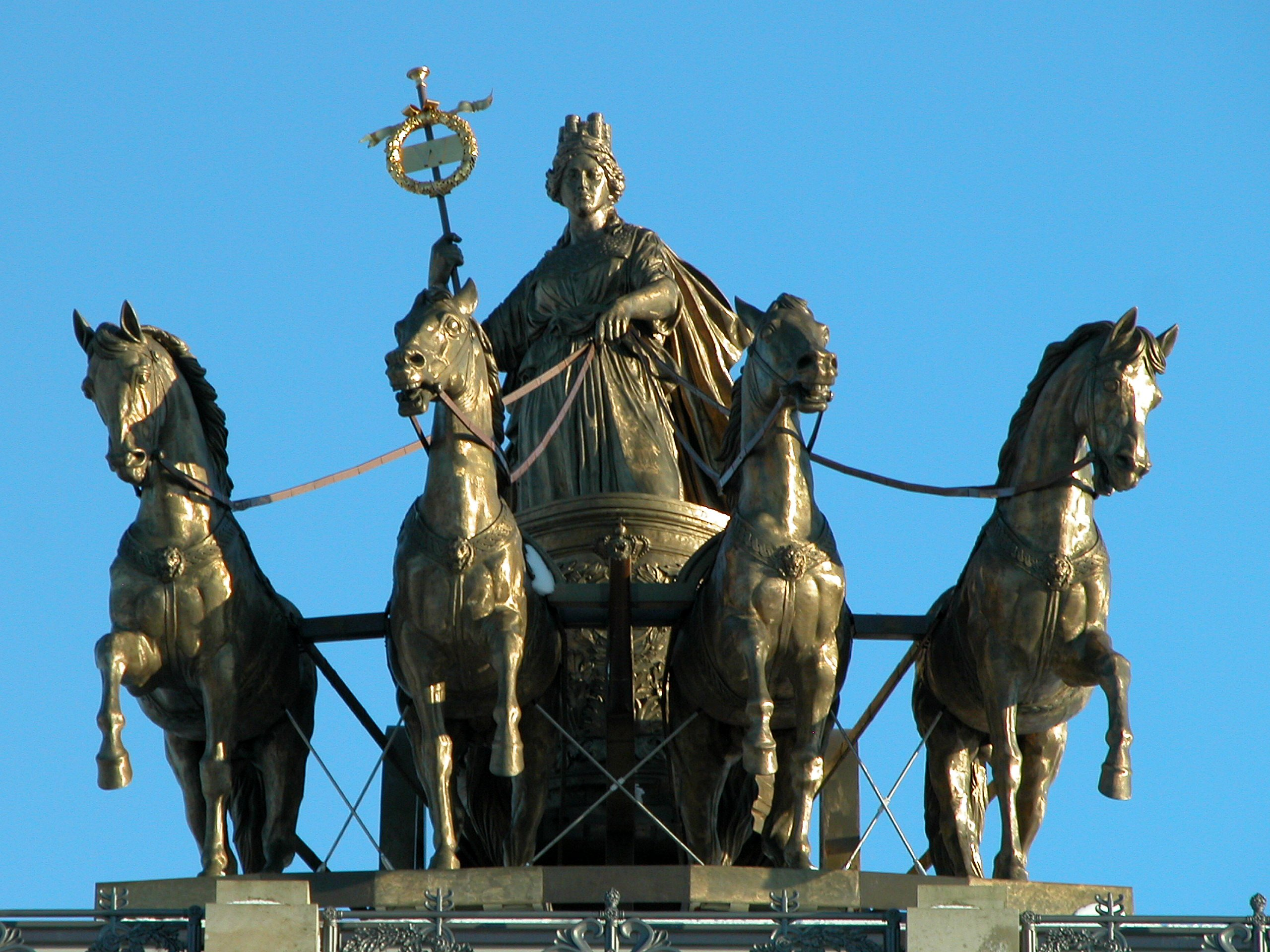
Die 3. Quadriga mit Brunonia aus dem Jahre 2008

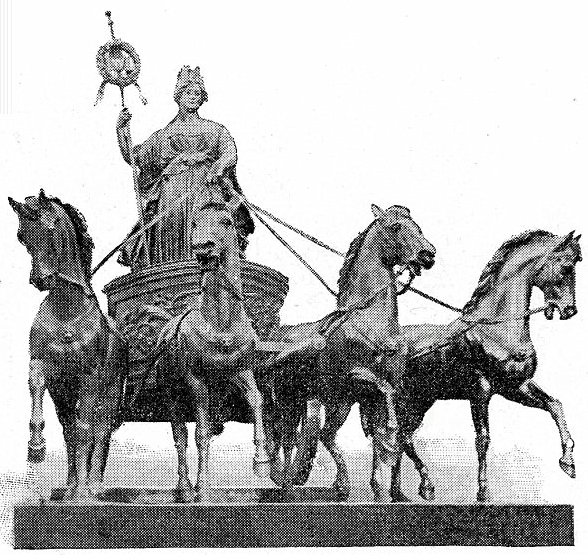
Die 2. Quadriga aus dem Jahre 1868 auf dem Mittelbau des Braunschweiger Schlosses (um 1899 aufgenommen)

Die Braunschweiger Quadriga, erstmals zwischen 1855 und 1863 gefertigt, ist eine überlebensgroße Skulpturengruppe. Sie besteht aus Brunonia, der allegorischen Schutzpatronin von Herzog Wilhelm, des Herzogtums und der Stadt Braunschweig, die in einem antikischen, zweirädrigen Streitwagen stehend ein Gespann aus vier Pferden (der Quadriga), lenkt, wobei sie mit der linken Hand die Zügel und mit der rechten einen Ehrenstab hält, an dessen Spitze sich ein lorbeerumkränztes „W“ für Herzog Wilhelm befindet. Das dritte Viergespann auf Basis des erhaltenen Originalmodells steht seit dem 23. Oktober 2008 auf dem Nachbau des Braunschweiger Residenzschlosses.

## Fünf Quadrigen in Deutschland
In Deutschland existieren fünf Quadrigen, von denen die Braunschweiger die mit Abstand größte ist: Die zwischen 2006 und 2008 aus Siliziumbronze gegossene Gruppe wiegt 25,8 Tonnen und misst an ihrer höchsten Stelle 9,50 Meter. Brunonia allein hat eine Größe von 5,30 Metern, die vier Zugpferde jeweils von 4,30 Metern. Die vier anderen Gespanne sind die Berliner Quadriga auf dem Brandenburger Tor, die Münchener Löwenquadriga auf dem Siegestor, die Dresdner „Pantherquadriga“ auf der Semperoper und die „Pantherquadriga“ auf der Alten Oper in Frankfurt am Main. Von der Braunschweiger Quadriga existiert überdies noch eine 1:3-Variante, von 1923 bis 24. März 2018 auf der „Züchner-Villa“ in Seesen am Harz befindlich, dann abgebaut. Sie wurde zwischen 1890 und 1893 für die Weltausstellung 1893 in Chicago angefertigt.
Die Berliner Quadriga stammt aus dem Jahre 1793. Diese etwa fünf Meter hohe Figurengruppe mit der Siegesgöttin Viktoria wurde von Johann Gottfried Schadow entworfen. Die Münchener Quadriga auf dem Siegestor, die um 1852 entstand, zeigt Bavaria mit vier bayerischen Löwen als Zugtieren. Sie stammt von Friedrich Brugger, Johann Martin von Wagner sowie von Johann von Halbig. Die Dresdner „Pantherquadriga“ auf der Semperoper wurde von Johannes Schilling 1871–1877 modelliert; sie stellt Bacchus und Ariadne mit dem erwähnten Gespann aus Panthern dar.

## Entstehungsgeschichte
Das erste Braunschweiger Residenzschloss war ein Fachwerkbau, auf dem noch keine Quadriga stand. Baumeister war Hermann Korb, der 1717 mit dem Bau begann. Die Bauarbeiten zogen sich in mehreren Etappen bis 1791 hin. Am 7. September 1830 brannte das Schloss im Zuge der Braunschweiger Revolution bis auf die Grundmauern nieder. Die Revolution erzwang einen Wechsel auf dem Braunschweiger Thron, und schon kurz danach erhielt Hofbaumeister Carl Theodor Ottmer den Auftrag, ein neues Residenzschloss zu errichten, das am 21. März 1841 vollendet wurde.
Ottmer hatte für das Schloss und damit einzigartig in Deutschland und Europa eine Quadriga für den Mitteltrakt des Schlosses geplant. Wie bei der Berliner Quadriga und bei ehemaligen römischen Quadrigen unterfing Festarchitektur das Gespann: ein Triumphtor, eine Tempelfront und eine hohe Attika mit Postament sowie seitliche Triumphsäulen. Inhaltliches Thema war eine Schutzpatronin des Herzogtums und der Stadt Braunschweig mit einer Licht- und Musengottheit bzw. einer Viktoria in Anlehnung an den siegreichen Ausgang der Kriege gegen Napoleon, in denen Wilhelms Vater und Großvater ihr Leben verloren hatten. Herzog Wilhelms Regentschaft einer Friedens- und Aufbaupolitik sollte in den Quadrigen bildliche Unterstützung finden. Dieses Projekt kam spätestens 1839 zum Erliegen, als Wilhelm aus Spargründen den Weiterbau der Schlossaußenanlagen untersagte. Damit entfielen die Kolonnaden, die ganze Bauornamentik der Westseite und – vorerst – auch die Quadriga.

### 1863: die erste Quadriga

Die erste Quadriga mit Brunonia wohl kurz nach ihrer Fertigstellung um 1862/63 vor dem Südeingang der Gießerei späteren Okerburg. Georg Ferdinand Howaldt in der Mitte davor.

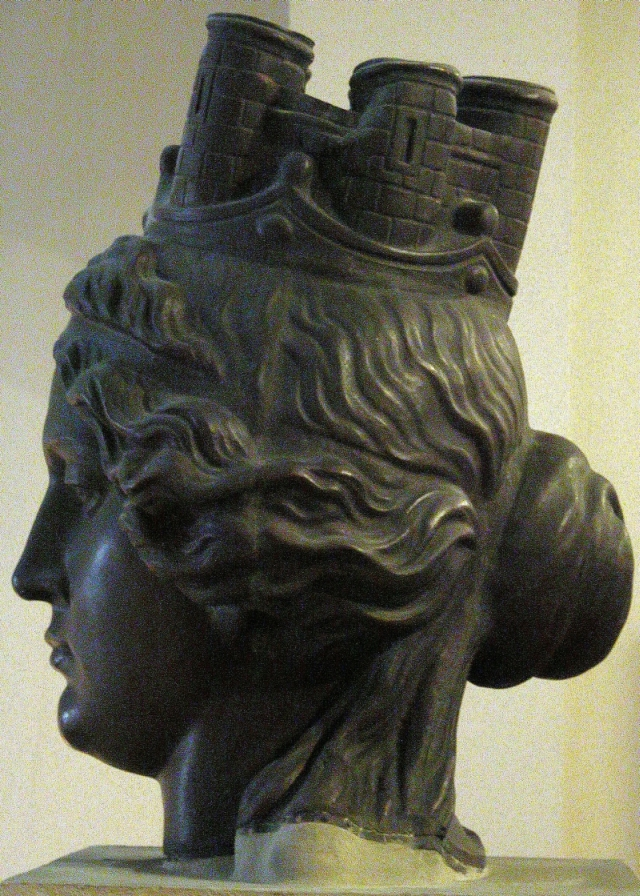
Kopf der 1. Brunonia mit Beschädigung

Im Jahr 1855 erteilte die Landesversammlung, das Ständeparlament des Herzogtums, den Auftrag zur Anfertigung einer Quadriga. Sie sollte ein Geschenk für Herzog Wilhelm zum 25-jährigen Thronjubiläum am 25. April 1855 sein.
Das 1:3-Modell für diese erste Quadriga entwarf der Dresdner Bildhauer Ernst Rietschel (1804–1861) zwischen 1855 und 1860. Es ist noch heute im Dresdner Albertinum erhalten. Nach diesem Modell wurde die Quadriga von dem Braunschweiger Bildhauer und Erzgießer Georg Ferdinand Howaldt und seinen Söhnen zwischen 1857 und 1863 in der eigenen Werkstatt (der späteren „Okerburg“ an der Hochstraße) aus einzelnen Kupferplatten getrieben und anschließend auf ein Metallgerüst montiert. Ursprünglich hatte die Abordnung der Landesversammlung einen Bronzeguss der Quadriga geplant, der aber für den Schlossmitteltrakt zu schwer und für das Land zu kostspielig geworden wäre.
Das Projekt verzögerte sich jedoch aufgrund von Rietschels zunächst ablehnendem Verhalten und wegen der gleichzeitigen Arbeit an anderen Standbildern. Rietschel verstarb 1861 und erlebte die Aufstellung nicht mehr. Nach Beendigung der sehr aufwendigen Arbeit wurde die Quadriga im Herbst 1863 auf dem Mittelbau des Schlosses platziert, und am 21. November erfolgte im Rahmen einer „herzoglichen Tafel“ im Schloss die Schenkung an Herzog Wilhelm. Georg Ferdinand Howaldt wurde aufgrund der überragenden Leistung zum Professor für „Modellieren und Bossieren“ am Collegium Carolinum ernannt. Für die Quadriga wurde auf dem Mitteltrakt  des Schlosses im Frühjahr 1863 eigens eine stufenförmige Plattform aus Eisenträgern errichtet, auf dem die Gruppe fest vernietet wurde.
Nur knapp zwei Jahre später wurde die Quadriga in der Nacht zum  24. Februar 1865 bei einem Großbrand aufgrund eines Unfalls im nordwestlichen Teil des Schlosses, der auch den Mitteltrakt erfasste, zerstört, als die Plattform einbrach und die gesamte Figurengruppe mehrere Stockwerke in die Tiefe stürzte, wodurch die Quadriga durch die Hitze zerschmolz. Lediglich einige Bleche und Brunonias Kopf als größtes Stück konnten gerettet werden. Der Kopf ist seit 1868 im Städtischen Museum Braunschweig zu besichtigen. Beim Guss der dritten Brunonia (2008) war zunächst geplant, den erhaltenen Originalkopf zu verwenden, was aber aus materialtechnischen Gründen nicht möglich war.

### 1868: die zweite Quadriga
Von Mai 1866 bis Oktober 1868 entstand wiederum durch Howaldt eine zweite Fassung der Quadriga – ebenfalls aus einzelnen Kupferplatten getrieben und anschließend auf ein Metallgerüst montiert, die im Vergleich zur ersten Quadriga um rund 1,5 m kleiner angefertigt wurde und eine Höhe von 9,8 m hatte. Optische Mängel der ersten Quadriga hatte die beauftragte Landesversammlung veranlasst, den Maßstab zu verringern. Die zweite Quadriga stand von November 1868 bis zum Ende des Zweiten Weltkrieges, wobei sie – anders als die Stadt und das Schloss selbst – fast unbeschädigt von den Bombardements blieb. Selbst der verheerende Bombenangriff vom 15. Oktober 1944 führte lediglich dazu, dass die Plattform, auf der sie stand, etwas einsackte, die Figurengruppe an sich aber immer noch intakt war. Erst nach Kriegsende wurde die Braunschweiger Quadriga im Laufe mehrerer Jahre fast vollständig durch Buntmetalldiebe demontiert und damit zerstört. Das metallene „Gerippe“ der Quadriga wurde beim Abriss des Schlosses nicht geborgen, sondern verschrottet. Im Mai 2004 wurde zufällig der linke Zeigefinger der Figur im Braunschweigischen Landesmuseum wiederentdeckt. Er macht die Ausmaße des Gesamtwerkes deutlich: Er wiegt 754 Gramm, ist 29 Zentimeter lang und hat an der dicksten Stelle einen Durchmesser von 10,5 Zentimetern.

### 2008: die dritte Quadriga

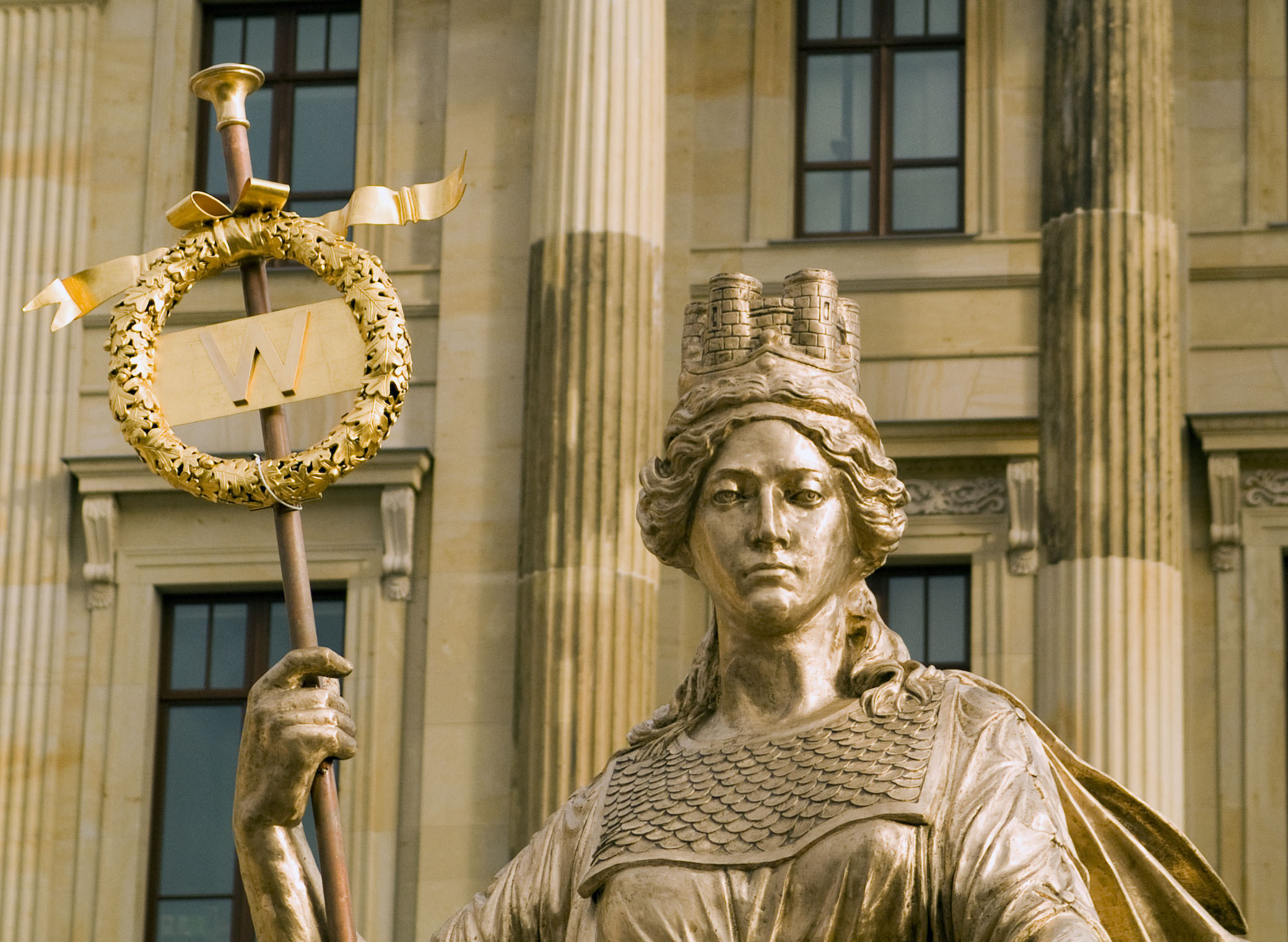
Die 3. Brunonia 2008

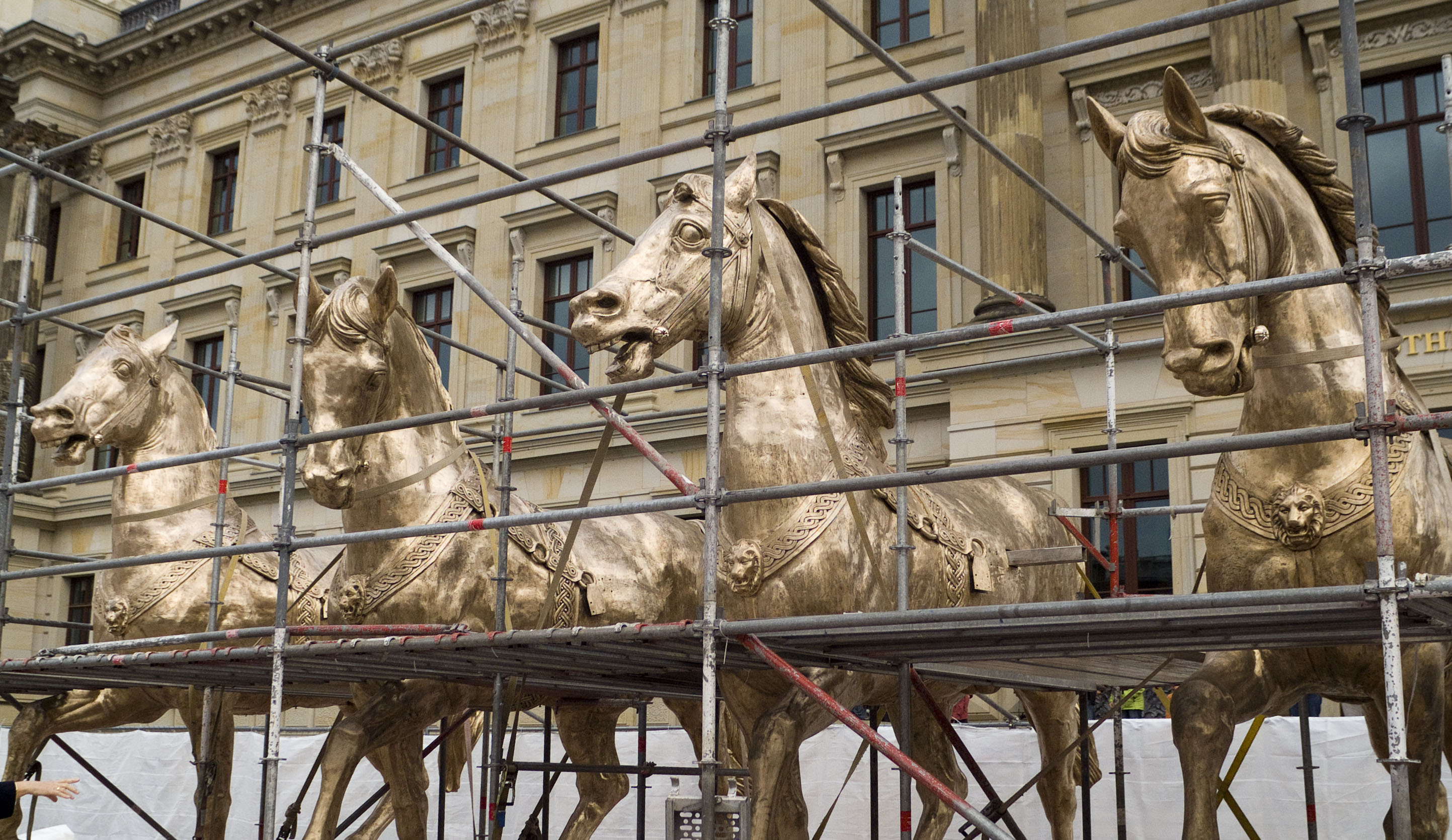
Die Pferde der Quadriga am 19. Oktober 2008

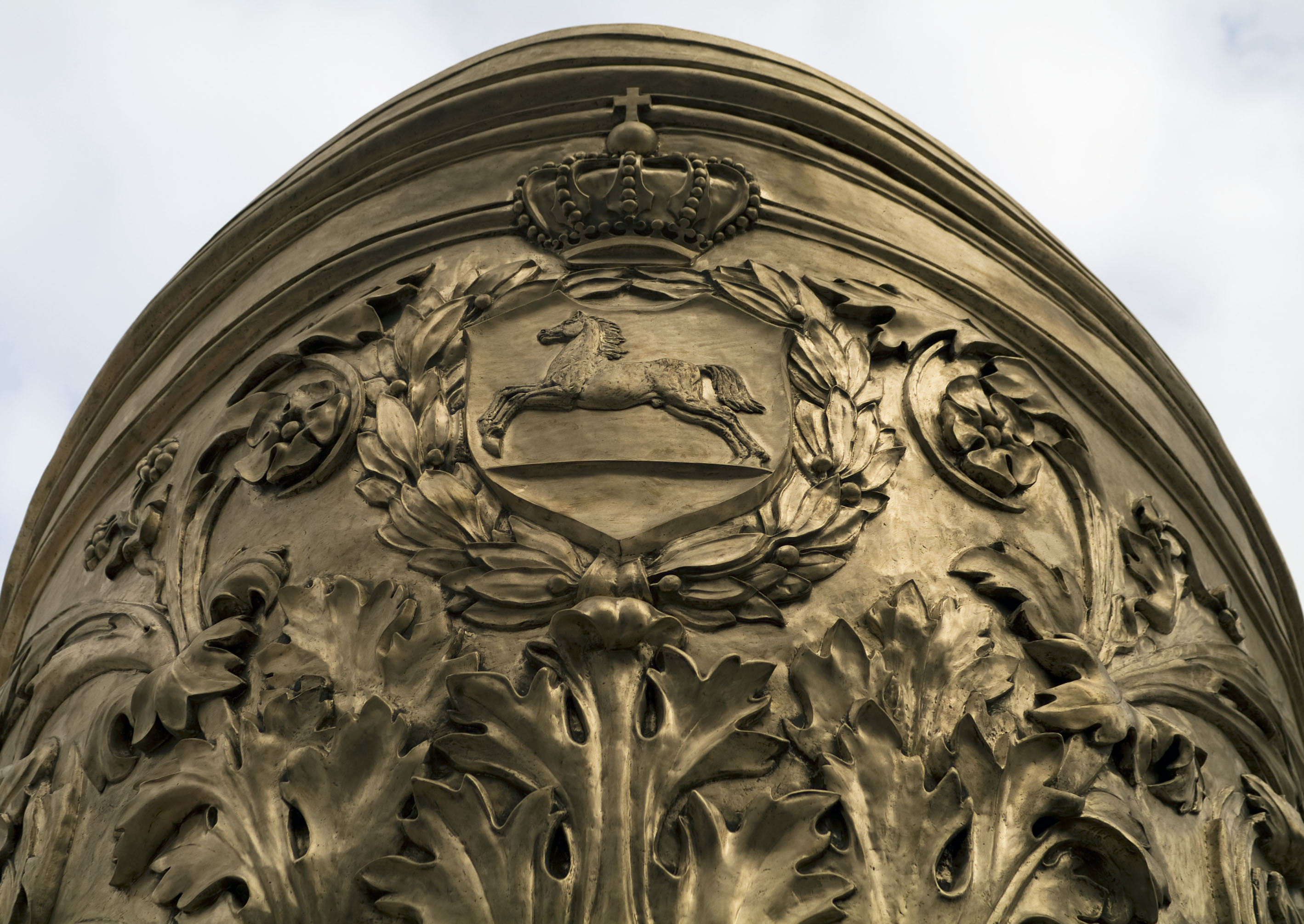
Front des Streitwagens

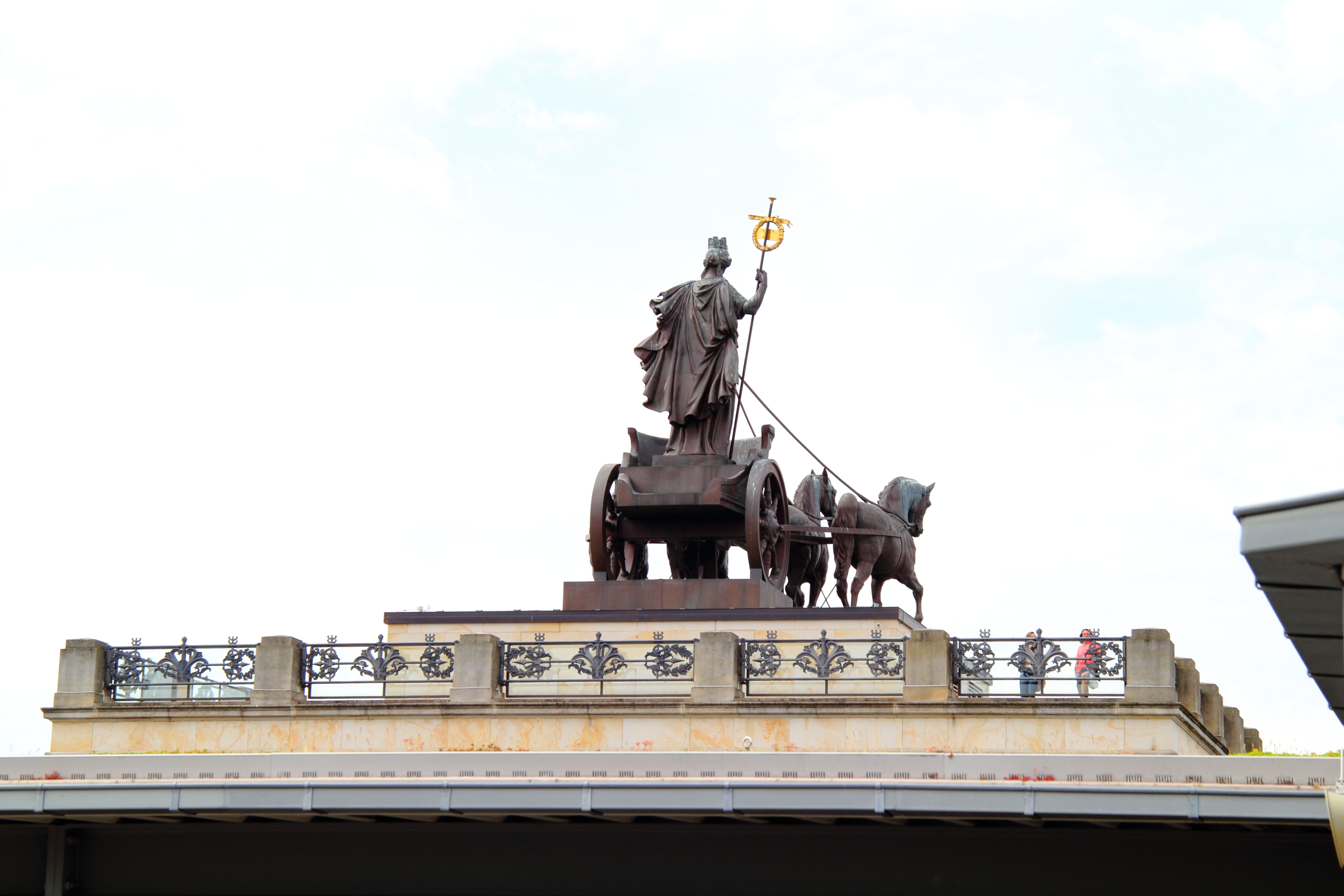
Die Quadriga von hinten (2015)

Im Jahr 2004, 59 Jahre nach Kriegsende und 44 Jahre nach dem Abriss des Ottmer-Baus, beschloss der Rat der Stadt Braunschweig, das Braunschweiger Schloss in Verbindung mit einem Einkaufszentrum, den sogenannten „Schloss-Arkaden“, am ursprünglichen Schlossstandort wieder aufbauen zu lassen. Zunächst war nicht beabsichtigt, eine neue Quadriga herstellen zu lassen. Grund waren die zu erwartenden Kosten: Anfangs rechnete man noch mit etwa zwei Millionen Euro.
Dann jedoch entschied sich die Richard-Borek-Stiftung, eine dritte Version der Quadriga zu finanzieren. Das neue Viergespann wurde entgegen ihren Vorgängerinnen in der Gießerei von Emil Kosicki in Komorniki nahe Posen aus Bronze gegossen, da das ursprüngliche Herstellungsverfahren des Kupfertreibens zu aufwendig, zeitraubend und damit zu kostspielig geworden wäre.
Ursprünglich war geplant, die dritte Quadriga samt Brunonia am 6. Mai 2007 anlässlich der offiziellen und feierlichen Eröffnung des Schlosses wieder auf dem Mittelbau aufzustellen. Bis zu diesem Datum war es aber lediglich gelungen, die vier Zugpferde mit Holzkonstruktionen gestützt auf den Mittelbau zu heben. Der Streitwagen war noch nicht gegossen und bestand nur als Modell. Die Brunonia befand sich zwar schon am 6. Mai in Braunschweig, war aber beim Aufladen in Polen beschädigt worden und konnte nicht aufgestellt werden, weil sie auch noch nicht vollendet war. Zu besichtigen war sie daher als liegende Figur. So standen zur Eröffnung nur die vier Pferde auf dem Mittelrisalit, die tags darauf wieder heruntergenommen und eingelagert wurden.
In der Zwischenzeit stellte sich außerdem heraus, dass es sich bei der Braunschweiger Quadriga wegen ihrer Größe nach niedersächsischem Bauordnungsrecht um ein „genehmigungspflichtiges Bauwerk“ handelte, für dessen statische Sicherheit zum Beispiel bezüglich der Windlasten in 26 m Höhe strengere Anforderungen gelten. So musste die Figurengruppe durch nachträgliches Einsetzen eines Edelstahlskeletts verstärkt werden. Diese Arbeiten erfolgten von Sommer 2007 bis April 2008, dann wurde die Gruppe probehalber zusammengebaut, damit auch die letzten fehlenden Teile angesetzt werden konnten. Die Einweihung der Quadriga fand am 27. Oktober 2008 statt, nachdem sie in der Vorwoche montiert worden war.

### Ausführung, Abmessungen und Gewicht
Die dritte Version der Quadriga wurde nach dem originalen 1:3-Modell der ersten Rietschel-Quadriga hergestellt, das sich heute im Dresdner Albertinum befindet. Wie 1863, ist sie die größte Quadriga Deutschlands. Anfänglich glänzte die Figurengruppe golden, wurde jedoch allmählich braun. In einigen Jahren wird sie, bedingt durch Witterungseinflüsse, schließlich eine grüne Patina erhalten.
Die Braunschweiger Quadriga ist circa 9,20 Meter hoch, 7,50 Meter breit und 9,50 Meter lang. Die Brunonia hat eine Größe von 5,30 Metern. Ihr Kopf wurde nach einem Abguss des erhaltenen Originalkopfes von 1863 gestaltet. Der Streitwagen, auf dem sie steht, hat eine Länge von 4,60 Metern, eine  Höhe von 2,30 Metern und ist 2,60 Meter breit. Seine zwei Räder sind 2,90 Meter hoch. Die vier Pferde messen an der höchsten Stelle 4,60 Meter und sind 4,70 Meter lang. Die gesamte Skulpturengruppe wiegt mit dem nachträglich eingebauten Edelstahlskelett zur Aufnahme der Windlasten circa 25,8 Tonnen.
Die Herstellungskosten von 700.000 Euro wurden von der Richard-Borek-Stiftung übernommen, die die Quadriga der Stadt Braunschweig im Jahre 2008 zum Geschenk machte. Die Folgekosten für technische Überprüfung, Reinigung und notwendige Renovierungen übernimmt die Stadt Braunschweig.
Ein mit Bildern zur Geschichte von Quadriga und Residenzschloss bebilderter Treppenaufgang informieren Tafeln über die Entstehung der drei Braunschweiger Quadrigen sowie Silhouettenskizzen an den vier Plattformbrüstungen über die Aussichtsziele im Braunschweiger Stadtbild.